# Abisara siamensis
Abisara siamensis är en fjärilsart som beskrevs av Hans Fruhstorfer 1904. Abisara siamensis ingår i släktet Abisara och familjen Riodinidae. Inga underarter finns listade i Catalogue of Life.